# Crazy for You (Film)
Crazy for You (Fernsehtitel: Crazy for You – Liebe auf der Ringermatte, Originaltitel: Vision Quest) ist ein US-amerikanischer Coming-of-Age-Film aus dem Jahre 1985 mit Matthew Modine, Linda Fiorentino und Ronny Cox in den Hauptrollen. Er basiert auf dem Roman Vision Quest des Autors Terry Davis.

## Handlung
Louden Swain besucht eine High School im Mittleren Westen, ist gerade 18 Jahre alt geworden und will etwas Bedeutendes in seinem Leben erreichen. Konkret als Teil des Ringer-Teams seiner Schule Brian Shute herausfordern, einen bislang ungeschlagenen dreifachen Staatschampion aus der nahegelegenen Hoover High School. Dafür ist er scheinbar bereit, alles zu riskieren – und sei es mit Gewalt abzunehmen, damit er zwei Gewichtsklasse fällt, um Shute konfrontieren zu können. Dies führt sowohl zu gesundheitlichen Problemen als auch zu Spannungen mit den Sportkameraden und seinem Trainer, gegen dessen Weisung er agiert.
Parallel nimmt sein Vater einen Übernachtungsgast bei ihnen auf: die Künstlerin Carla aus Trenton, welche auf der Durchreise nach San Francisco ist. Louden verliebt sich in die etwas ältere Frau, welche seine Gefühle wenig später auch erwidert. Allerdings kommen Carla Bedenken, da Louden sein angestrebtes Ringerziel aus den Augen zu verlieren scheint. Zudem verschlechtert sich sein körperlicher Zustand, da er aufgrund der strengen Diät immer wieder an Nasenbluten leidet – und dadurch einen eigentlich schon gewonnenen Kampf verliert.
Letztlich entscheidet sich Carla weiter Richtung Westküste zu ziehen, da sie Loudens Streben nicht im Weg stehen möchte. Trotzdem bleibt sie noch solange, um Swains Kampf gegen Shute beizuwohnen. Diesen bezwingt er trotz neuerlichen Nasenblutens in allerletzter Sekunde und feiert diesen Triumph.

## Kritik
„Gelungener Versuch, eine ernsthafte Liebesgeschichte mit dem Thema der Selbstverwirklichung durch Sport zu verbinden. Die ruhige, reflektierte Inszenierung geht einher mit präziser Milieuschilderung und glaubhafter Charakterisierung der Personen.“

## Trivia
- Der Film heißt im Original Vision Quest, wurde aber in einigen Ländern (darunter Australien, Spanien und Deutschland) unter dem Titel Crazy for You veröffentlicht, um den gleichnamigen Titelsong der Künstlerin Madonna besser zu vermarkten. Madonna selbst hat im Film einen Auftritt als Bar-Sängerin, welche das gleichnamige Lied vorträgt.
- Terry Davis, der Autor der Romanvorlage, hat ebenfalls einen Cameo-Auftritt. Er sitzt während Swains Match gegen Shute im Publikum neben der von Harold Silvester verkörperten Part Gene Tanneran.
- Der Film und das Buch beziehen ihren Titel vom „Vision Quest“-Ritual einiger nativer amerikanischer Indianerstämme: diese gehen in der Pubertät allein in die Wüste, um durch ein Ritual zu entdecken, wer sie sind, wer ihr Volk ist und wie sie in den Kreis aus Geburt, Wachstum und Tod und Wiedergeburt passen. Die Hauptfigur Louden Swain begibt sich auf der Suche nach seinem sportlichen Ziel auf eine ähnliche „Vision Quest“.
- Etwa um 2009 herum gab es Bestrebungen, ein Remake des Films mit Taylor Lautner in der Hauptrolle zu drehen. Das Projekt kam allerdings nie über die Planungsphase hinaus.
- Der Film wurde in und um die Stadt Spokane in Washington gedreht.
- Matthew Modine, Daphne Zuniga und J.C. Quinn standen vier Jahre später in dem Film Liebe, Stress und Fieberkurven wieder gemeinsam vor der Kamera.

## Soundtrack
1. Only the Young – Journey
2. Change – John Waite
3. Shout to the Top! – The Style Council
4. Gambler – Madonna
5. She's on the Zoom – Don Henley (Backing Vocals von Belinda Carlisle und Jane Wiedlin)
6. Hungry for Heaven – Dio
7. Lunatic Fringe – Red Rider
8. I'll Fall in Love Again – Sammy Hagar
9. Hot Blooded – Foreigner
10. Crazy for You – Madonna